# L'Amphithéâtre des morts, mémoires anticipées
L’Amphithéâtre des morts, mémoires anticipées est un livre de mémoires écrit par Guy Hocquenghem en 1988 et publié à titre posthume en 1994 aux éditions Gallimard. Il comporte une postface rédigée par René Schérer. L’auteur, atteint du sida, rédige l’ouvrage alors qu’il est mourant.

## Commentaires
Guy Hocquenghem, très affaibli par la maladie, se place en 2018 pour écrire des instantanés et des moments intimes de sa vie : souvenirs d’enfance, vacances en Angleterre, rencontre de ses premiers amants, 1968, vie en communauté. Ses dernières visions, ses dernières paroles éclairent le parcours de l’homme et témoignent de l’atmosphère d’une époque. Le mot sida n’est jamais prononcé par l’auteur mais comme l’indique René Schérer dans la post face «Ce biais, cette traverse pour dire le sida qui l’emporte, n’est pas une dissimulation devant la vérité, mais une manière de porter la pure facticité de la mort… ». À ce titre, cet ouvrage fait partie de la littérature des Années SIDA en France

## Citations
- On ne meurt pas au milieu de l’écriture d’un roman.
- L’humanité n’a probablement cessé d’avoir peur qu’une seule fois en sa longue vie : entre les années 1960 et les années 1980.
- Au cours de ces années interminables de souffrance et d’hésitation, je n’ai accumulé aucun souvenir.
- Nous étions plus qu'une organisation politique ; et nous tâtonnions, comme des enfants dans le noir qui cherchent à s'attraper l'un l'autre, nous tâtonnions pour saisir l'évanescente idée d'un bonheur absolu, d'une vie réconciliée avec elle-même. Et ce que nous croyions saisir, ce fantôme de liberté, nous échappait toujours. Nous en discussions des heures durant, le soir, sans nous rendre compte que ce bonheur, il n'était pas à venir, après le Grand Bouleversement ; nous l'avions déjà, entre nous, saisi par surprise et même pas reconnu.